# مورگان پوینت ریسرت (تگزاس)
مورگان پوینت ریسرت، تگزاس (به انگلیسی: Morgan's Point Resort, Texas) یک شهر در ایالات متحده آمریکا با جمعیت ۲٬۹۸۹ نفر است که در تگزاس واقع شده‌است.

## موقعیت جغرافیایی
موقعیت جغرافیایی شهرها و مناطق اطراف به شرح زیر است: